# Pô de Primaro
Le Pô de Primaro, ou plus correctement "Pô mort de Primaro", est l’ex-bras du fleuve Pô. Aujourd’hui le nom de Primaro désigne un canal de bonification qui fait partie du tissu des canaux d’assainissement des marais du Delta du Pô.

## Cours actuel
Il nait, à la hauteur de Ferrare, du Pô de Volano, puis se dirige vers le sud-est, longe Fossanova San Marco, passe entre San Egidio et Gaibanella, traverse Marrara, San Nicolò et Argenta (Italie), où il termine son parcours,  près d’une station de relevage des eaux sous les berges du Reno, où ses eaux se déversent.

## Histoire

### De l’Antiquité au haut Moyen Âge

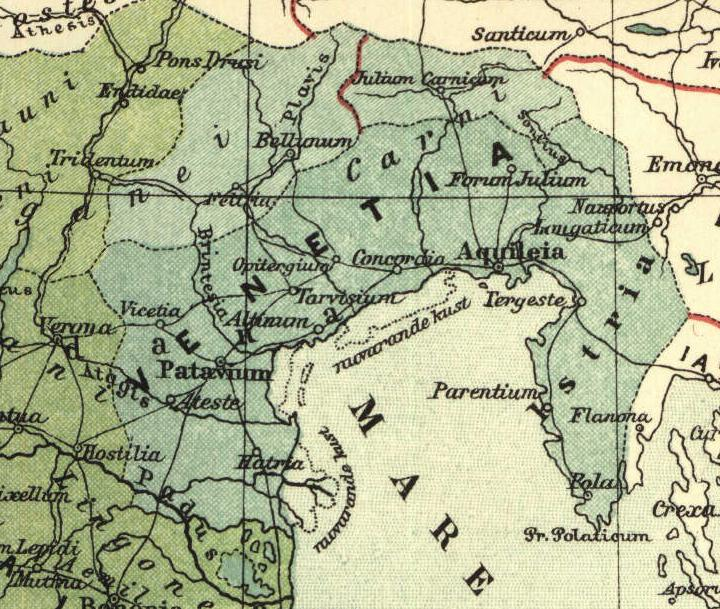
À l’époque d'Auguste (Ier siècle Av. J-C.) le bras principal du Pô (Padus Primarius) débouchait plus au sud qu’aujourd’hui ; le bras du Volano formait la frontière entre la Regio X Venetia et Histria et la Regio VIII Aemilia.

Le nom Padus Primarius indiquait que le Primaro était le bras principal du fleuve. 
Il se divisait du Pô principal (Padus Maior) juste hors des murs de Ferrare et continuait vers le sud-est arrosant Torre Fossa, Gaibana, Marrara, San Nicolò et de là jusqu’à Argenta (Italie),  puis suivait la direction Sud-Est jusqu’à la mer Adriatique, où son embouchure se situait à 17 km au nord de Ravenne.
À l’époque du haut Moyen Âge le bras du Primaro était aussi le cours principal du Pô.

### Après laRupture de Ficarolo
En 1152, à la suite de fortes et fréquentes précipitations, le Pô rompt ses berges gauches près de Ficarolo (Rotta di ficarolo), dans la sous-région de la Polésine, située dans la province de Rovigo.

Dans les années suivantes, le bras du Primaro perdit progressivement de son importance et ne devint qu’un cours d’eau d’intérêt local.
Le cours d’eau maintint son importance pour le commerce entre les cités de Ferrare et Ravenne, jusqu’à la fin du XVIe siècle. 
Le Primaro fut d’une importance stratégique dans la Guerre du Sel (1482-1484), entre Ferrare et Venise.

### Aujourd’hui
Le Primaro perd son originalité au XVIIIe siècle, avec la réalisation du Cavo Benedettino, canal long d’environ 30 km, qui relie le fleuve Reno, près de Sant'Agostino, avec Primaro, à Argenta. C’est grâce à ces travaux que les marais Padusa qui caractérisaient la zone furent progressivement asséchés.

## Écosystème antique
Autour du Delta du Pô, ainsi qu’autour du Pô de Primaro, s’étend une vaste zone marécageuse, appelée marais  Padusa (valla padusa). Aujourd’hui, l’habitat de l’antique Padusa survit à Comacchio et dans la réserve naturelle protégée des Valli di comacchio.